# Lethades lapponator
Lethades lapponator là một loài tò vò trong họ Ichneumonidae.